# Вице-президент Габона
Вице-президент Габонской Республики (фр. Vice-président de la République gabonaise) — государственный пост в Габоне, который существовал с 1961 по 1975 годы, затем с 1997 по 2009 годы, и вновь был установлен в 2017 году.

## Обзор
Впервые пост вице-президента был создан одновременно с постом президента страны в феврале 1961 года. Согласно изменений, внесённых в Конституцию в 1966 году, вице-президент стал автоматическим преемником президента в случае вакансии этого поста. Тогда же вице-президентом был назначен Альберт-Бернард Бонго, который 28 ноября 1967 года конституционно сменил скончавшегося после продолжительной болезни президента Габриэля-Леона Мбу. В апреле 1975 года пост вице-президента был упразднён, а его функции переданы премьер-министру.
Пост вице-президента был восстановлен в 1997 году, но теперь он замещался по указу президента и, имея полномочия заместителя президента, не являлся его преемником при вакансии президентского поста. Али Бонго Ондимба после избрания на пост президента, вновь упразднил пост вице-президента в октябре 2009 года, но восстановил его в августе 2017 года.

## Мандат
Президент назначает вице-президента после консультаций с президентами палат парламента Габона, и может по своему усмотрению отстранить его от должности. Вице-президент может, но не обязан, являться членом парламента. Вице-президент слогает с себя полномочия после вступления в должность нового президента страны.
Полномочия вице-президента ограничены; в соответствии с конституцией он является помощником президента, он не может сменить президента в случае вакансии или временной нетрудоспособности. Вице-президент является членом Совета министров и может замещать президента в управлении этим коллегиальным органом.

## Список вице-президентов Габона
|                                                                                | Портрет | Имя                                                                     | Начало полномочий | Окончание полномочий | Партия                                   | Президент                                                                 |
| ------------------------------------------------------------------------------ | ------- | ----------------------------------------------------------------------- | ----------------- | -------------------- | ---------------------------------------- | ------------------------------------------------------------------------- |
| 1                                                                              |         | Поль-Мари Йембит (1917—1979) фр. Paul Marie Yembit                      | 21 февраля 1961   | 12 ноября 1966       | Габонский демократический блок           | Габриэль-Леон Мба                                                         |
| 2                                                                              |         | Альбер-Бернар Бонго (1935—2009) фр. Albert-Bernard Bongo                | 12 ноября 1966    | 2 декабря 1967       | Габонский демократический блок           | Габриэль-Леон Мба                                                         |
| 3                                                                              |         | Леон Мебиам Мба (1934—2015) фр. Léon Mébiame Mba                        | 1968              | 16 апреля 1975       | Габонская демократическая партия         | Альбер-Бернар Бонго 29 сентября 1973 года принял ислам и имя Омар Бонго   |
| С 16 апреля 1975 года до мая 1997 года пост вице-президента был упразднён      |         |                                                                         |                   |                      |                                          |                                                                           |
| 4                                                                              |         | Диджоб Дивунги Ди Ндинге (1946—) фр. Didjob Divungi Di Ndinge           | май 1997          | 10 июня 2009         | Демократический и республиканский альянс | Омар Бонго 15 ноября 2003 года принял вторую фамилию — Омар Бонго Ондимба |
| С 10 июня 2009 года до 21 августа 2017 года пост вице-президента был упразднён |         |                                                                         |                   |                      |                                          |                                                                           |
| 5                                                                              |         | Пьер-Клавер Маганга Муссаву (1952—) фр. Pierre Claver Maganga Moussavou | 21 августа 2017   | 21 мая 2019          | Социал-демократическая партия            | Али Бонго Ондимба                                                         |
| С 21 мая 2019 года до 9 января 2023 года пост вице-президента был упразднён    |         |                                                                         |                   |                      |                                          |                                                                           |
| 6                                                                              |         | Роз Кристьян Осука Рапонда (1963—) фр. Rose Christiane Ossouka Raponda  | 9 января 2023     | 30 августа 2023      | Габонская демократическая партия         | Али Бонго Ондимба                                                         |
| Должность вакантна с 30 августа 2023 года в результате военного переворота     |         |                                                                         |                   |                      |                                          |                                                                           |